# Tellina nitens
Tellina nitens är en musselart som beskrevs av C. B. Adams 1845. Tellina nitens ingår i släktet Tellina och familjen Tellinidae. Inga underarter finns listade i Catalogue of Life.